# Palazzo Arcivescovile di Vercelli
Il Palazzo Arcivescovile di Vercelli è un palazzo di Vercelli sito in piazza Alessandro D'Angennes, che sorge attiguo al Duomo di Vercelli. È la residenza dell'Arcivescovo nel quale hanno sede anche il Museo del Tesoro del Duomo di Vercelli e la Biblioteca capitolare di Vercelli.

## Storia
Il Palazzo testimonia la plurimillenaria storia della diocesi eusebiana. Il primo episcopio aveva sede nei pressi della prima cattedrale della città, Santa Maria Maggiore, mentre nei pressi della Basilica di Sant'Eusebio esisteva un secondo palazzo per il clero officiante. A partire dal vescovo Attone (924-960) incominciò a essere residenza vescovile stabile. Nel 997 l'edificio fu danneggiato dall'incendio appiccato dai seguaci di Arduino, marchese della marca d'Ivrea, dopo l'uccisione, il 17 marzo dello stesso anno, del vescovo Pietro (978-997), uno dei più forti antagonisti delle mire espansionistiche del marchese. Sotto l'episcopato di Leone (999-1026) cominciò la ricostruzione del Palazzo Arcivescovile grazie all'intervento dell'imperatore Ottone III. Nel 1148 papa Eugenio III di ritorno dalla Francia si fermò a Vercelli per consacrare la basilica di Santa Maria Maggiore con una cerimonia solenne alla quale era presente anche San Bernardo di Chiaravalle. Il Papa fu ospite del vescovo e soggiornò negli ambienti appena rinnovati frutto della nuova ricostruzione intrapresa con l'episcopato di Gisolfo (1133-1151) e conclusa durante quello di Uguccione (1151-1170).
Verso la metà del 1400 il Palazzo doveva versare in uno stato di degrado tale che il vescovo Guglielmo Didier (1437-1452) il 13 giugno 1452 impose al clero vercellese una colletta per finanziare la ricostruzione. Tali lavori continuarono a più riprese in tempi successivi sotto l'azione di Agostino Ferrero (1511-1536) e Bonifacio Ferrero (1509-1511 e poi ancora nel 1536) il primo fece decorare le stanze al pianterreno in cui sono ancora visibili il suo stemma e la sua sigla, mentre il secondo patrocinò la decorazione di parte delle sale al piano superiore tra cui quella detta della Croce. Nel 1605 viene realizzata la cronotassi dei vescovi per volontà di Giovanni Stefano Ferrero ad opera del pittore loretano Niccolò Venturini. Tra gli interventi eseguiti al piano superiore è ancora da ricordare la realizzazione della Quadreria da parte del vescovo Carlo Filippa di Martiniana (1799-1802), divisa in due ambienti durante l'episcopio di Celestino Fissore (1871-1889), corrispondenti alle attuali Biblioteca dei Vescovi e Sala Verde.
La decorazione seicentesca della Sala del Trono e quella cinquecentesca della Sala della Croce riemergono nel 1907, con la ristrutturazione operata dal vescovo Teodoro Valfrè di Bonzo (1905-1916), che lascia traccia del restauro inserendo il suo stemma negli ambienti, accostato a quello della famiglia Ferrero. In seguito, nel XX secolo, si registrano nuovi restauri, che conferiscono al Palazzo Arcivescovile l'aspetto attuale cambiando le destinazioni d'uso di alcuni locali, come quelli che ospitano in seguito il Museo del Tesoro del Duomo e la Biblioteca Capitolare (1995-2000).

## Descrizione
La parte più antica del palazzo è addossata alla cattedrale, mentre il resto dell'edificio si snoda intorno a due cortili.
Restano testimonianze documentarie di interventi ricostruttivi attuati nella prima metà del XII secolo e verso la metà dello stesso, al tempo del vescovo Uguccione (1150-1170), un documento del 1152 redatto «in palacio novo episcopi» rende chiaro il riferimento al complesso restaurato presso Sant'Eusebio.
L'attuale struttura architettonica del Palazzo conserva ampie tracce di interventi di miglioramento, databili tra la fine del XII e gli inizi del XIII secolo, visibili in diversi punti verso la piazza e nei cortili interni dove rimangono evidenze di ampi finestrati di polifore. Queste sono ancora sorrette, in alcuni casi, da colonnine con capitelli à crochet del XIII secolo, ma mostrano anche il recupero di frammenti di età precedenti.
Dove oggi vi è l'atrio del Palazzo, al piano terreno si trovava l'oratorio di Sant'Ambrogio, di cui non resta più traccia se non a livello documentario. I vani interni dell'edificio episcopale ospitano sale con ampie volte a crociera costolonata al piano terreno, mentre al piano superiore, nell'attuale Sala del Trono, un resto di pittura murale con personaggi nobilmente vestiti e cartigli in mano, attesta la funzione di rappresentanza svolta da questo spazio fin dalle origini.
Così conformato, il Palazzo è pienamente attivo ai primi del XIII secolo, come si deduce dalla notizia del matrimonio celebrato «in palatio episcopi» il 25 luglio 1202 tra Bonifacio marchese di Saluzzo e Maria, figlia di Comita giudice di Torres.
Nelle parti meglio conservate, verso i cortili interni, rimangono chiare tracce di sopralzi e ristrutturazioni del XIV secolo, da ricondurre al vescovo Emanuele Fieschi (1343-1347).
Già nel XV secolo, tuttavia, il Palazzo richiede nuovi interventi, attuati con un contributo straordinario reclamato al clero della diocesi vercellese dal vescovo Guglielmo Didier (1437-1452). Le testimonianze più evidente di tali lavori sono le finestre con profilature in cotto e struttura a croce, corrispondenti al piano della Sala del Trono.